# Chaource
Chaource ist eine französische Gemeinde mit 1.012 Einwohnern (Stand: 1. Januar 2022) im Département Aube in der Region Grand Est; sie gehört zum Arrondissement Troyes und zum Kanton Les Riceys. Die Gemeinde liegt etwa 30 Kilometer südlich von Troyes.

## Bevölkerungsentwicklung
| Jahr                       | 1962 | 1968 | 1975 | 1982 | 1990 | 1999 | 2006 | 2016 |
| Einwohner                  | 978  | 971  | 955  | 1106 | 1031 | 1092 | 1100 | 1077 |
| Quellen: Cassini und INSEE |      |      |      |      |      |      |      |      |

## Sehenswürdigkeiten

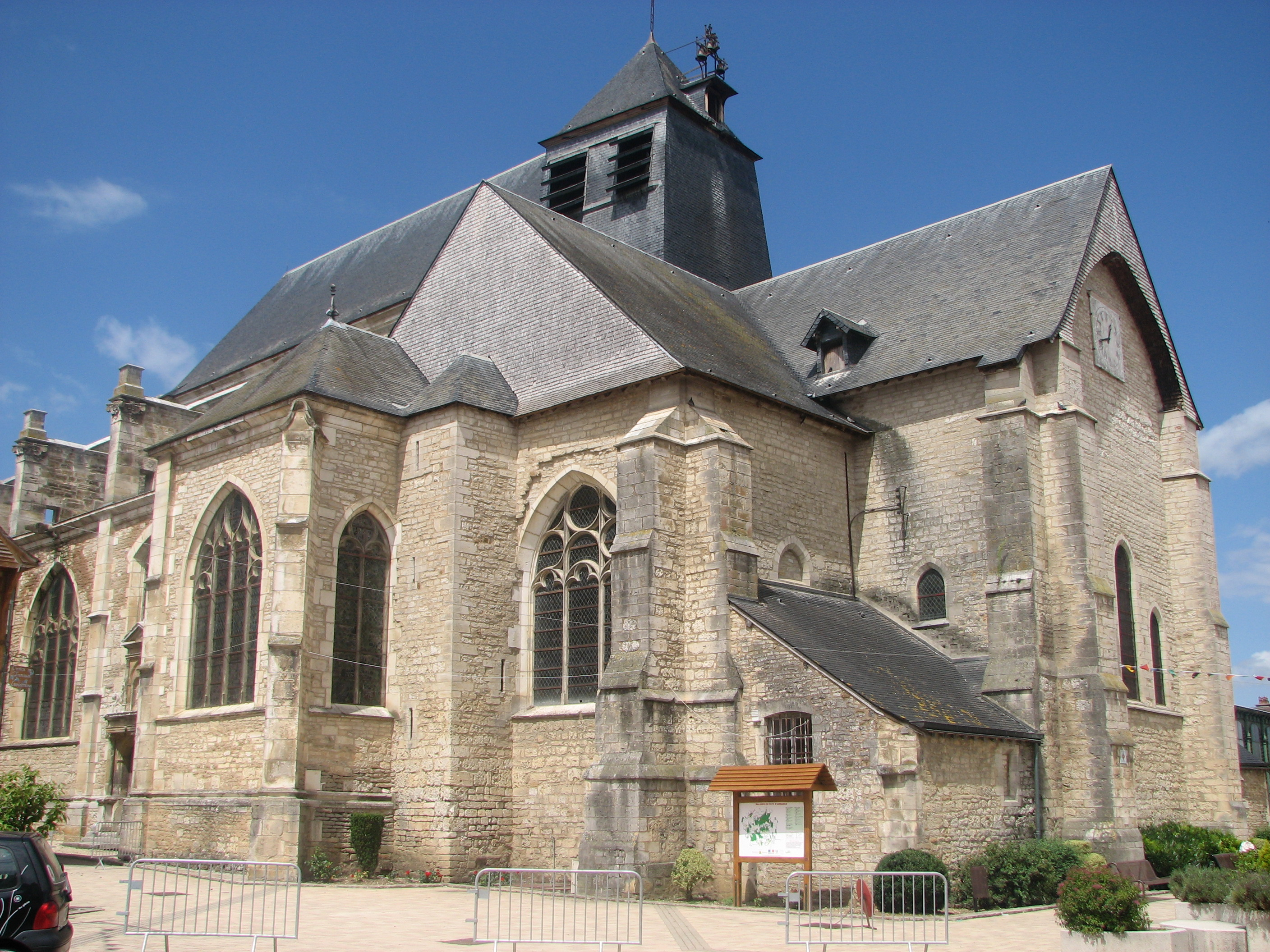
Kirche Saint-Jean-Baptiste

- Kirche Saint-Jean-Baptiste (12. bis 16. Jahrhundert), seit 1840 Monument historique, mit dem Renaissance-Portal und dem Südportal, beide mit reichem Skulpturenschmuck. Die dort entstandene Grablege eines unbekannten Meisters verhalf ihm zu dem nach dem Entstehungsort geführten Notnamen Meister von Chaource.
- Ehemaliges Hôtel-Dieu, gegründet um 1450
- Musée de la Poupée d’antan et de la Tonnellerie
- Musée du Fromage

## Gemeindepartnerschaften
Chaource unterhält eine Partnerschaft mit Eppertshausen im Landkreis Darmstadt-Dieburg.

## Persönlichkeiten
- Amadis Jamyn (1540–1593), Dichter und Übersetzer

## Spezialitäten
- Die regionale Käsesorte Chaource